# جوناس کالمن
جوناس کالمن (انگلیسی: Jonas Källman؛ زادهٔ ۱۷ ژوئیهٔ ۱۹۸۱) بازیکن هندبال اهل سوئد است.